# Wringijzer

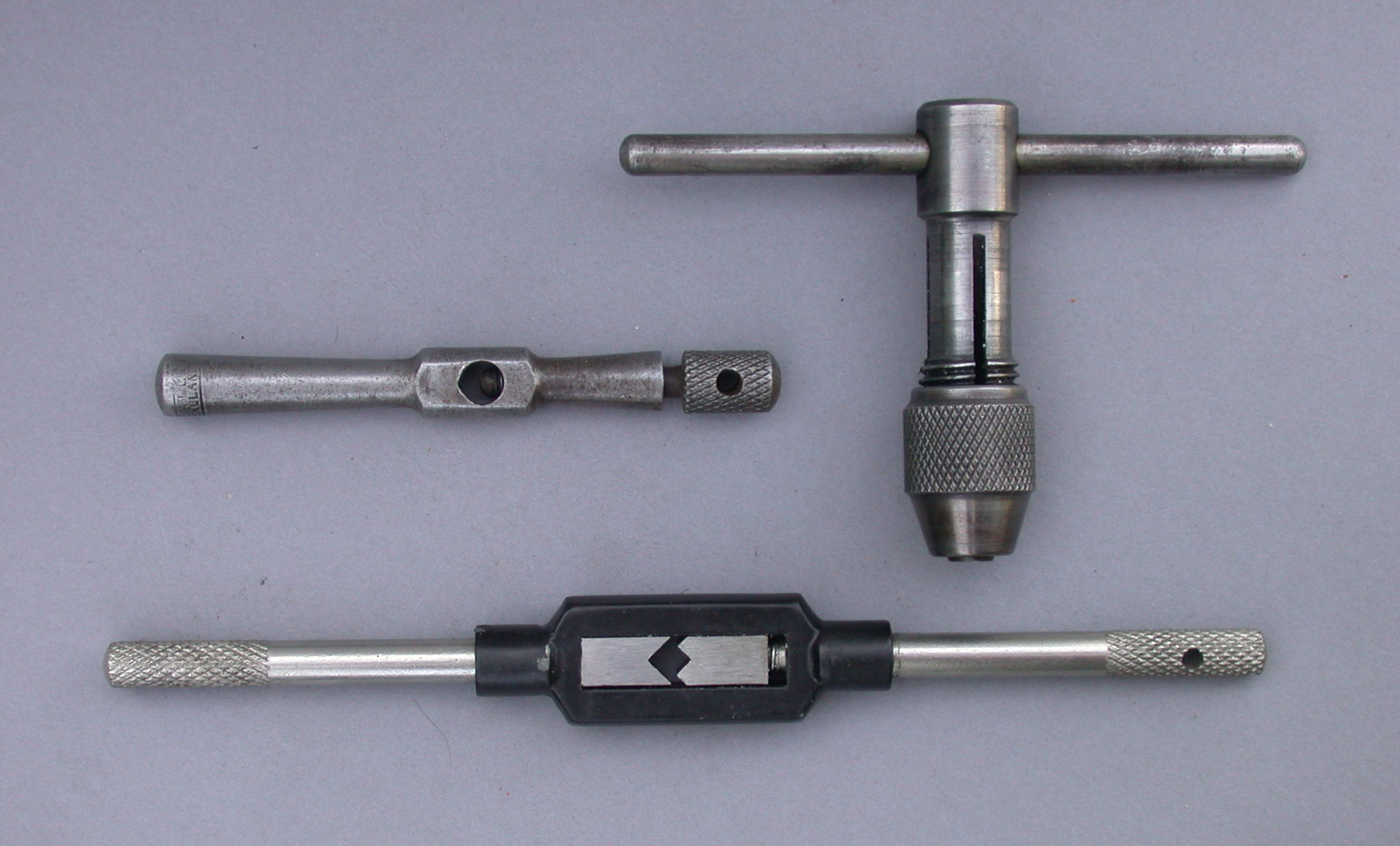
Wringijzers en een tapkrukje

Een wringijzer is een stuk gereedschap dat wordt gebruikt om met behulp van een draadtap handmatig schroefdraad in een geboord gat aan te brengen. Ook kan er een ruimer mee worden gehanteerd die gebruikt wordt om een juiste passing te verkrijgen in een boorgat. Handtappen en ruimers hebben op het uiteinde van de schacht een vierkante kop, hierop past het wringijzer.
Snijgereedschap voor uitwendige schroefdraad zoals snijplaten of snijblokken en snijmoeren worden geplaatst in een snijplaathouder of snijraam; ze worden vastgezet middels schroefjes.
Een wringijzer kan bestaan uit:
- Een strip metaal, waarin verschillende vierkante gaten zijn uitgespaard. Deze gaten zijn iets conisch, waardoor diverse kleine tappen erin klemmen.
- Uit een verstelbare klem die bestaat uit een vast en een verschuifbaar klemblokje waarin draadtappen en ruimers van verschillende grootte kunnen worden vastgeklemd. Het wringijzer is voorzien van een draaibare en een vaste handgreep. Met de draaibare handgreep wordt het verschuifbare klemblokje verplaatst zodat de tap of ruimer kan worden vastgezet of losgemaakt.

Een wringijzer wordt altijd met twee handen rondgedraaid omdat anders de tap kan afbreken. De grootte van een wringijzer dient aangepast te zijn aan de middellijn van de tap. Bij een kleine tap behoort dus een klein wringijzer. Is het wringijzer te groot, dan heeft men te weinig gevoel, waardoor men te veel kracht zet en de tap zal breken.
Bij kleine tappen kan in plaats van een wringijzer ook een tapkrukje worden gebruikt. Deze zijn eenhandig te hanteren. Op plaatsen met weinig ruimte kan men gebruikmaken van een tapkrukje met ratelmechanisme.